# Edith Howes
Edith Annie Howes (Londra, 29 agosto 1872 – Dunedin, 9 luglio 1954) è stata un'educatrice e scrittrice neozelandese.

## Biografia
Edith Howes nacque a Londra nel 1872, figlia di Cecilia Brown e William Howes; emigrò in Nuova Zelanda con i genitori e i quattro fratelli durante l'infanzia e fece gli studi superiori a Kaiapoi.
Iniziò a insegnare nel 1893 e, dopo aver insegnato a Christchurch, Ashburton, Wanganui e Makarewa, nel 1899 approdò alla Gore School, di cui sarebbe stata direttrice tra il 1914 e il 1917. Avrebbe trascorso gli ultimi due anni della sua carriera al Wellington Girls' College, prima del pensionamento nel 1919. Tra le prime sostenitrici del metodo Montessori e convinta femminista, si batté per riforme scolastiche e dell'educazione nelle scuole dell'infanzia.
Iniziò a scrivere libri per bambini intorno al 1910 con l'intenzione di utilizzarli per scopi didattici e decise di integrare nozioni scientifiche (inclusa educazione sessuale) nelle sue favole proprio per renderle più accessibili ai bambini. Fu autrice di una trentina di libri (tra cui Fairy Rings, nel 1911, e The Cradle Ship) tradotti in diverse lingue. Scrisse anche saggi di argomento pedagogico, alcune opere teatrali (tra cui il dramma Rose Lane nel 1936) e il libretto di un'opera lirica. Nel 1928 fu candidata al Premio Nobel per la letteratura e nel 1937 le fu conferita la medaglia dell'incoronazione di Giorgio VI per meriti letterari.
Nel 1941 si trasferì a Dunedin, dove morì nel 1954.

## Opere
- Fairy Rings (1911)
- Where the Bell Birds Chime (1912)
- Maoriland Fairy Tales (1913)
- Stewart Island (1913)
- The Sun's Babies (1910)
- Buttercups (1914)
- The Cradle Ship (1916)
- Tales Out of School (1919)
- The Singing Fish (1921)

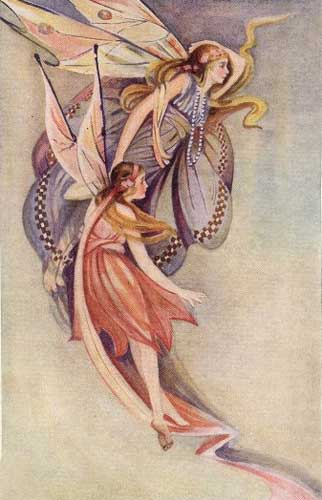
Illustrazione di Alicea Polson per Wonderwings (1921)

- Wonderwings and Other Fairy Stories (1921)
- The Rainbow (1922)
- The Dream-Girl's Garden (1923)
- Tales of Maori Magic (1928)
- Silver Island (1928)
- Safe Going (1931)
- The Great Experiment (1932)
- The Poppy Seed: And Other Nature Stories (1943)
- Riverside Family (1944)